# Corfélix
Corfélix ist eine französische Gemeinde mit 109 Einwohnern (Stand 1. Januar 2022) im Département Marne in der Region Grand Est. Sie gehört zum Arrondissement Épernay und zum Kanton Sézanne-Brie et Champagne. 

## Geografie
Die Gemeinde Corfélix liegt am Petit Morin am Westende des Marais de Saint-Gond, etwa 15 Kilometer nördlich von Sézanne. Sie ist umgeben von folgenden Nachbargemeinden:
|                 | Le Thoult-Trosnay                           | Bannay               |
| Boissy-le-Repos | Kompassrose, die auf Nachbargemeinden zeigt | Talus-Saint-Prix     |
| Charleville     | La Villeneuve-lès-Charleville               | Soizy-aux-Bois, Oyes |

## Bevölkerungsentwicklung

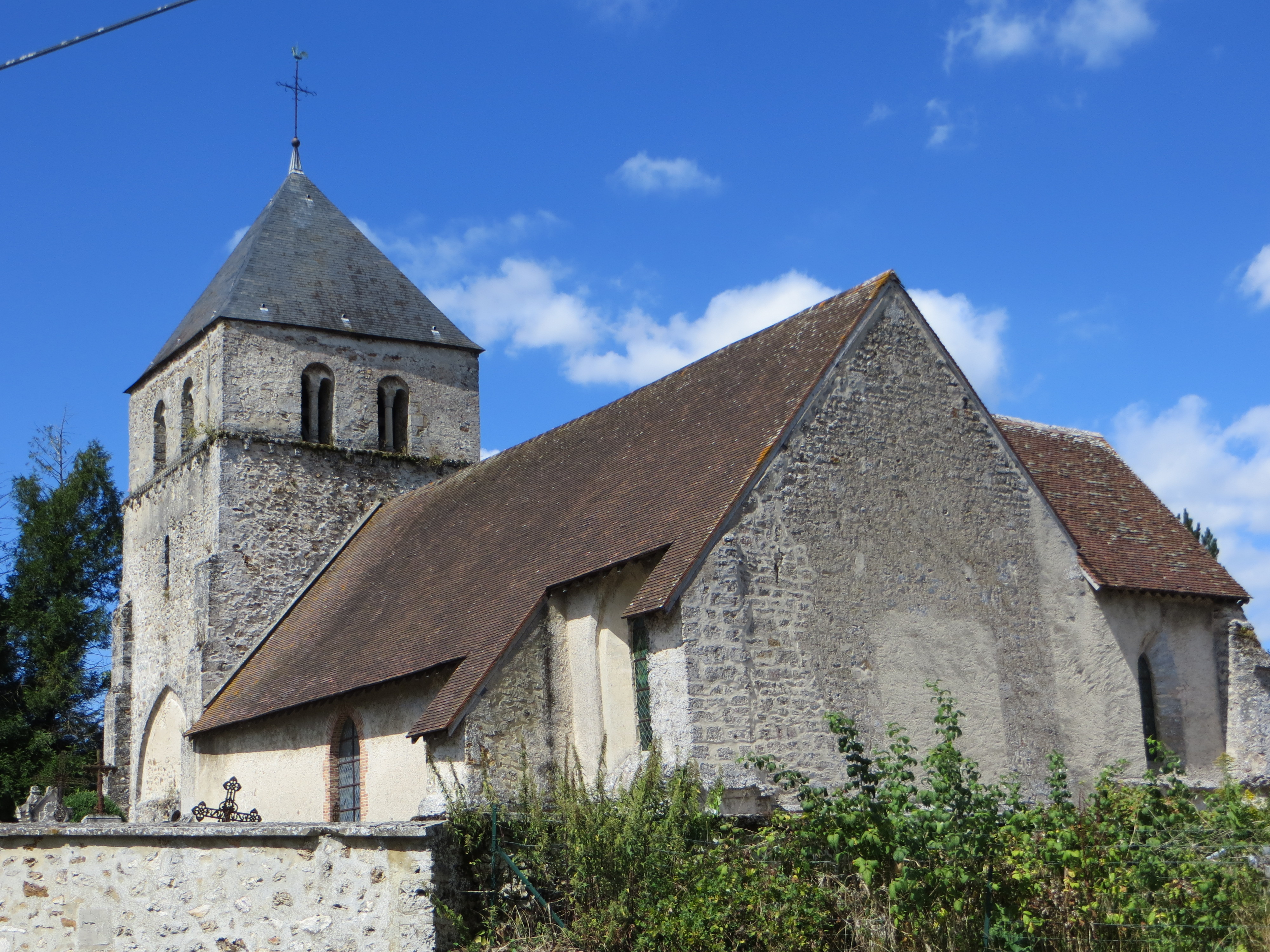
Kirche Saint-Memmie, Monument historique seit 1915

| Jahr                       | 1962 | 1968 | 1975 | 1982 | 1990 | 1999 | 2008 | 2018 |
| -------------------------- | ---- | ---- | ---- | ---- | ---- | ---- | ---- | ---- |
| Einwohner                  | 106  | 100  | 94   | 76   | 71   | 69   | 105  | 111  |
| Quellen: Cassini und INSEE |      |      |      |      |      |      |      |      |